# Wackernheim
Wackernheim est une municipalité de la Verbandsgemeinde Heidesheim am Rhein, dans l'arrondissement de Mayence-Bingen, en Rhénanie-Palatinat, dans l'ouest de l'Allemagne.

## Jumelage
- Daix, Côte-d'Or, France
- Roncà, province de Vérone, Vénétie, Italie

## Références

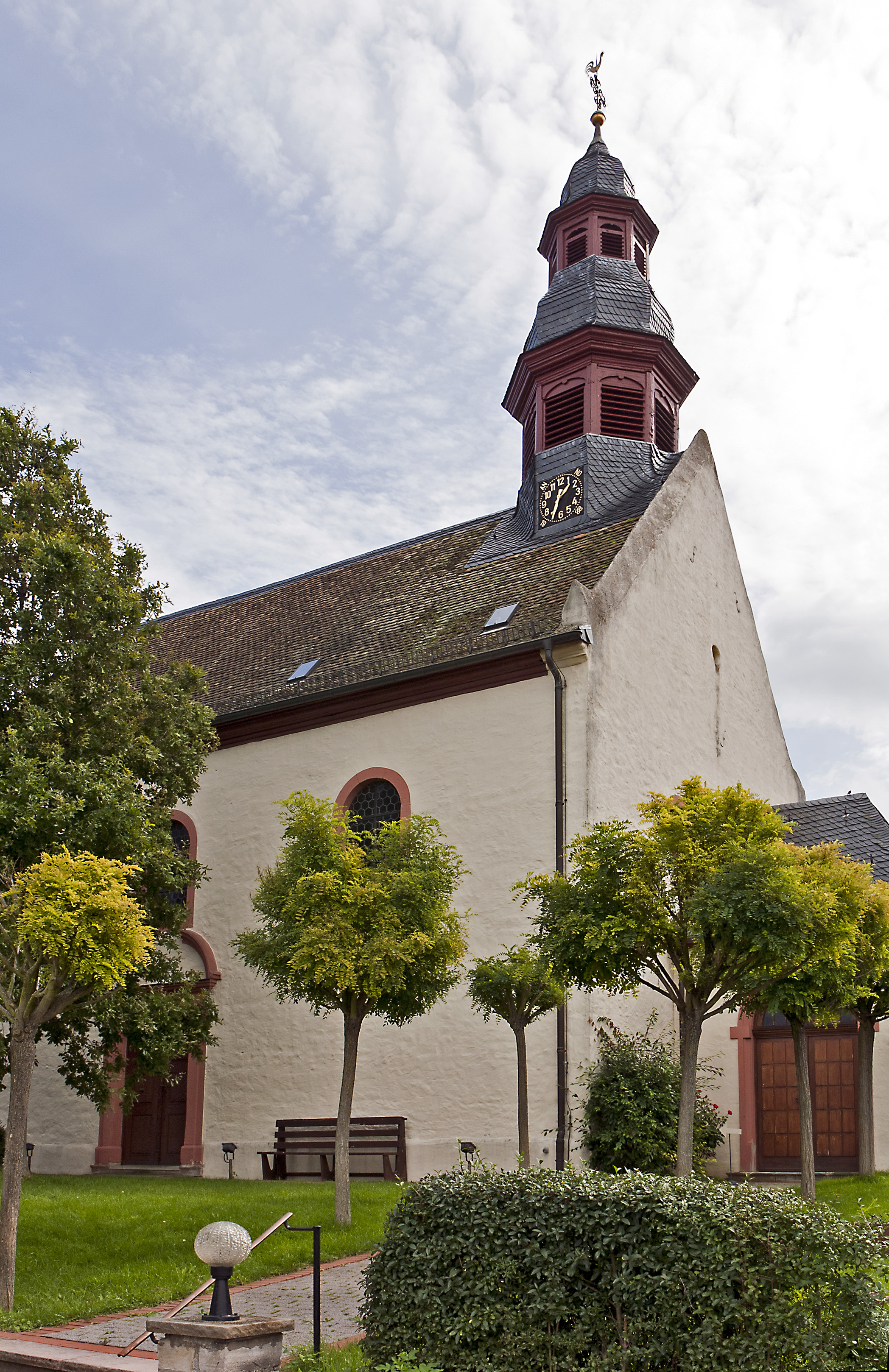
Église évangélique.
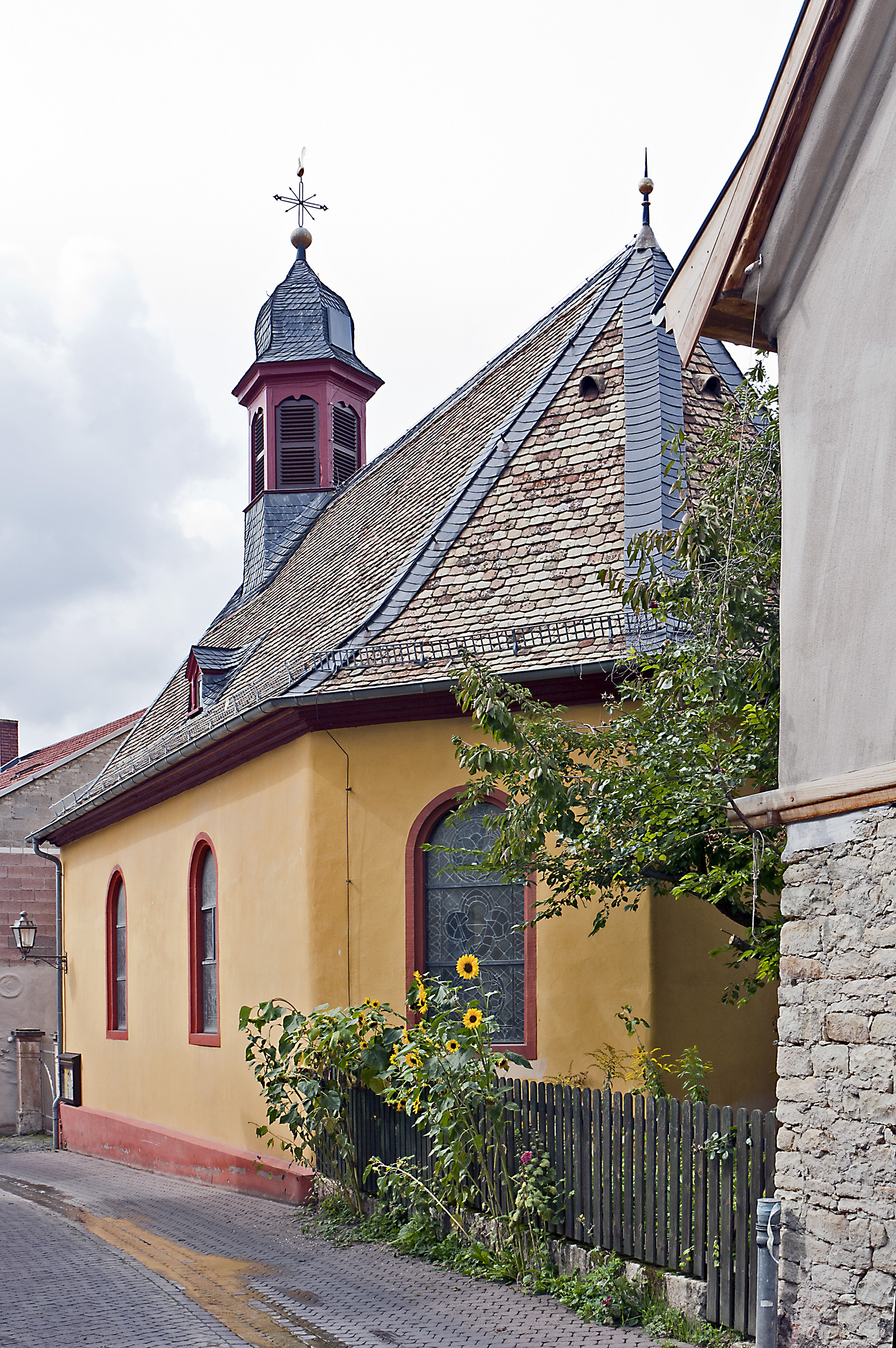
Église catholique.
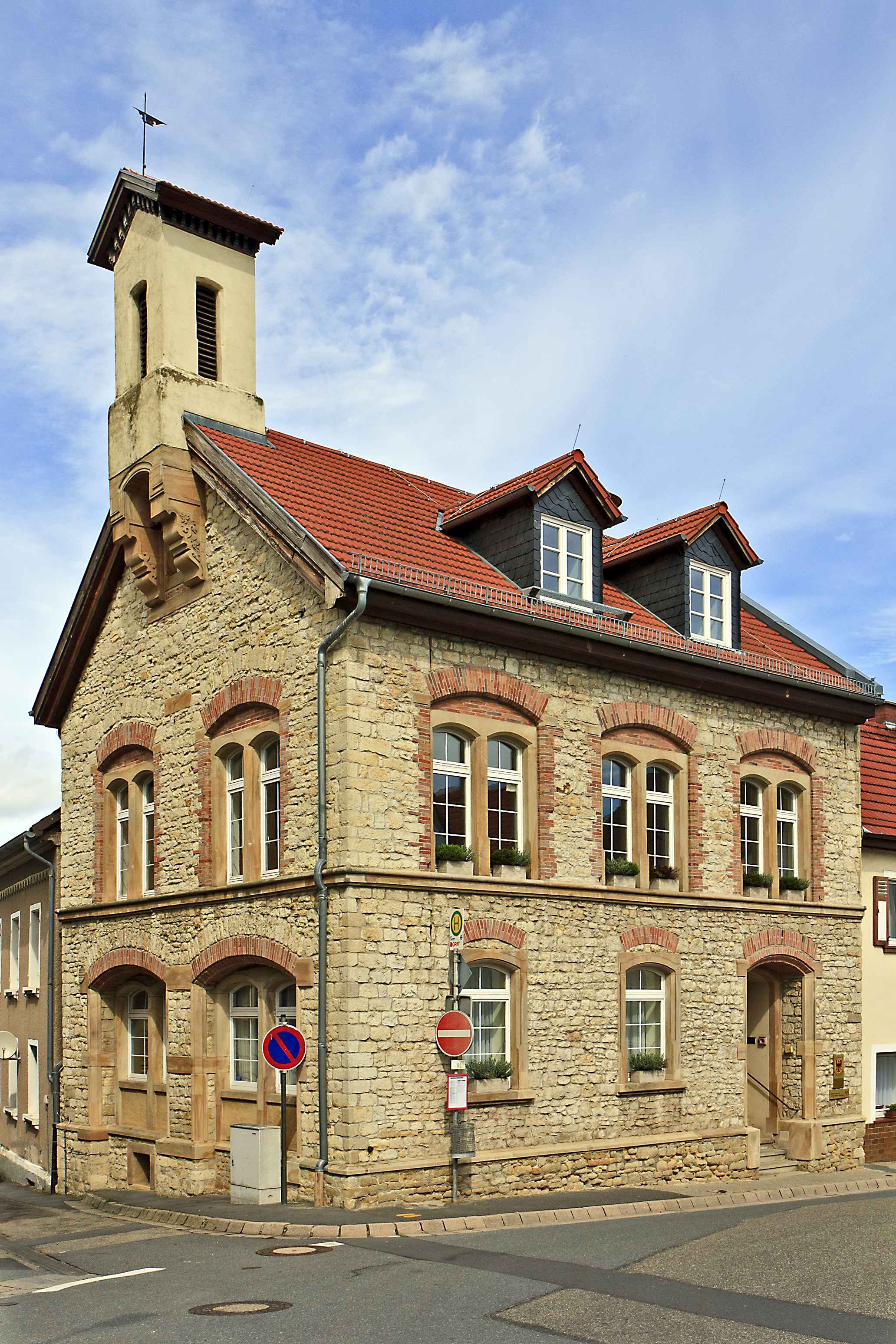
Mairie de Wackernheim.
Localisation de Wackernheim dans la Verbandsgemeide et dans l'arrondissement.